# EMD DDA40X
Die EMD DDA40X waren schwere Diesellokomotiven der Union Pacific Railroad. Zwischen Juni 1969 und September 1971 wurden 47 Lokomotiven von der General Motors Electro-Motive Division in La Grange, Illinois gebaut. Sie erhielten die Nummern 6900 bis 6946.

## Konstruktion und Technik
Die Lokomotiven waren für den Einsatz vor schweren Güterzügen auf den Gebirgsstrecken der Union Pacific gedacht, die vorher zum Teil mit bis zu acht in Mehrfachtraktion fahrenden Lokomotiven bewältigt wurden. Im Sommer 1965 hatte die Gesellschaft bereits Erfahrungen mit der DD35A gesammelt, die im Grunde aus der Traktionsausrüstung von zwei GP35-Lokomotiven auf einem gemeinsamen Rahmen bestand. Als nun für 1969 das hundertjährige Jubiläum der ersten transkontinentalen Eisenbahn anstand, beschloss der Vorstand, zu diesem Anlass eine besondere Lokomotive bauen zu lassen. Sie sollte die größte und stärkste Diesellokomotive der Welt sein.
Die DDA40X basiert auf der Verwendung der technischen Ausrüstung von zwei GP40-Lokomotiven auf einem Rahmen, der sich auf zwei vierachsige Drehgestelle abstützte. Die Lok wurde mit einem einzelnen Führerhaus am Ende versehen. Der Antrieb erfolgt durch acht elektrische Tatzlagermotoren, der Strom wurde durch zwei 16 Zylinder-Dieselmotoren (Leistung je 3345 PS) mit angeflanschtem Drehstromgenerator erzeugt. Der erzeugte Strom wurde durch Silizium-Dioden gleichgerichtet, diese Technik wurde bei den DDA40 zum ersten Mal angewandt und fand später, ebenso wie viele andere Neuerungen, Einzug in andere dieselelektrische Lokomotivbaureihen.

## Betriebseinsatz
Die erste Lokomotive wurde im April 1969 an die Union Pacific übergeben, gerade rechtzeitig zu den Jubiläumsfeierlichkeiten, wo sie den Sonderzug „Golden Spike“ zog. Die Auslieferung der anderen 46 Maschinen erfolgte bis zum September 1971. Die Maschinen wurden bis 1980 zumeist vor schnellen Güterzügen eingesetzt. Mit dem Niedergang des Ladungsaufkommens Anfang der achtziger Jahre wurden sie aus dem aktiven Dienst genommen und konserviert abgestellt. Im März 1984 wurden 25 Maschinen reaktiviert, da im Rahmen des Wachstums der amerikanischen Wirtschaft größere Transportkapazitäten benötigt wurden. Ende 1986 wurden die Maschinen dann aber endgültig außer Dienst gestellt.

## Erhaltene Maschinen
Von den ursprünglichen 47 Lokomotiven sind 13 Fahrzeuge bis heute erhalten, zumeist in Eisenbahnmuseen. Die Lokomotive 6936 wurde von der UP bis 2016 auf Sonderfahrten eingesetzt, anschließend abgestellt und am 18. Januar 2023 ausgemustert. Im September 2025 soll sie von Railroading Heritage of Midwest America wieder in Betrieb genommen werden.